# St.-Georg-und-Mauritius (Flemhude)

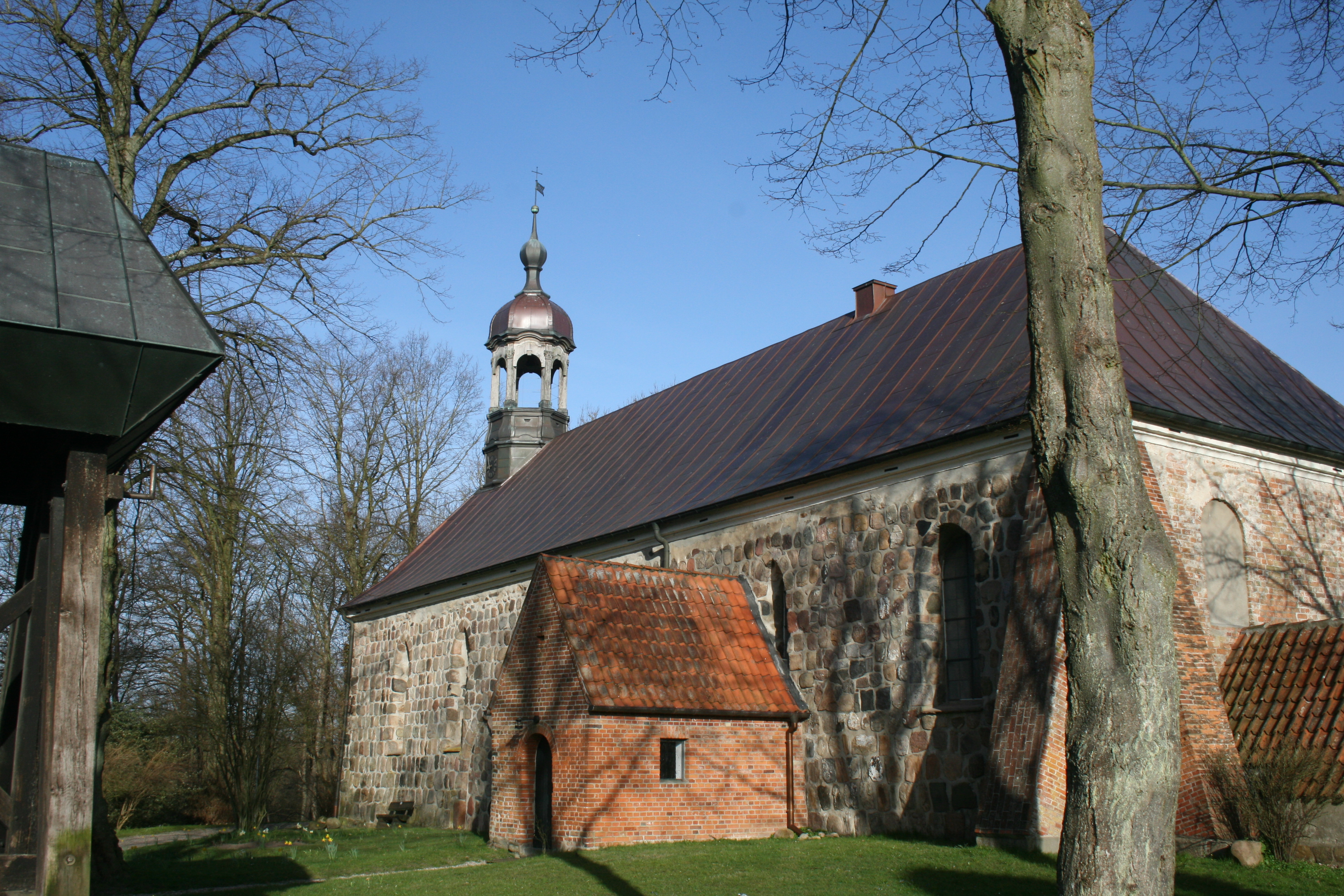
St.-Georg-und-Mauritius-Kirche in Flemhude

Die St.-Georg-und-Mauritius-Kirche der Kirchengemeinde Flemhude in der evangelisch-lutherischen Kirche in Norddeutschland ist eine mittelalterliche Feldsteinkirche.

## Geschichte
Das Kirchspiel von Flemhude wird erstmals in einer Urkunde von 1316 erwähnt, in der die Grafen von Schauenburg und Holstein Gerhard III. und Johann III. Holstein unter sich aufteilten. Die Kirche selbst entstand vermutlich wie die benachbarten Kirchen von Westensee und Bovenau bald nach der Schlacht bei Bornhöved (1227). Sie stand ursprünglich auf einer in den Flemhuder See hineinreichenden Landzunge. Gemeindeglieder vom Gut Groß-Nordsee kamen mit dem Boot zur Kirche. Durch den Bau des Nord-Ostsee-Kanals wurde der Wasserstand des Sees um fast sieben Meter abgesenkt, so dass die Kirche nicht mehr direkt am Wasser liegt.
Gegründet wurde die Georg-und-Mauritius-Kirche wahrscheinlich von flämischen Händlern, die ihre Waren auf der Eider transportierten und sie an dieser Stelle – wohl auf dem Dachboden der Kirche – lagerten und für den Weitertransport nach Kiel auf Wagen umluden. Für diese Annahme spricht nicht nur der Ortsname Flemhude, Anlegeplatz der Flamen, sondern vor allem das in Schleswig-Holstein ansonsten unbekannte Patrozinium des Heiligen Mauritius. Dieser Heilige war als Schutzpatron der Färber und Tuchmacher besonders bei den flämischen Tuchhändlern beliebt. Daneben wurde er besonders von Adligen und Rittern verehrt. Das zweite Patrozinium, der Ritterheilige Georg, kam wohl erst dazu, als im 14. Jahrhundert die Gutsherren von Gut Quarnbek das Kirchenpatronat übernahmen. Die geistliche Aufsicht führte das Hamburger Domkapitel.
Die Einführung der Reformation in Flemhude wird mit dem aus Hessen stammenden Magister Johannes Jüngling (1466–1539) in Verbindung gebracht. Jüngling soll bis 1507 Hofprediger bei Herzog Friedrich auf Gottorf gewesen sein und war anschließend 20 Jahre lang, zunächst als katholischer Priester, in Flemhude. Aus dem Geburtsjahr seines gleichnamigen Sohnes, des späteren Organisten in Bovenau, 1522, lässt sich schließen, dass er bereits zwanzig Jahre, bevor die Schleswig-Holsteinische Kirchenordnung 1542 in Kraft trat, lutherisch geworden war und geheiratet hatte. 1527 wechselte er als evangelischer Prediger nach Bovenau. Über seine Enkelin Elisabeth Jüngling ist er Urgroßvater des Kartografen Johannes Mejer. Nach seinem Fortgang klafft eine Lücke von 60 Jahren in der Predigerliste.

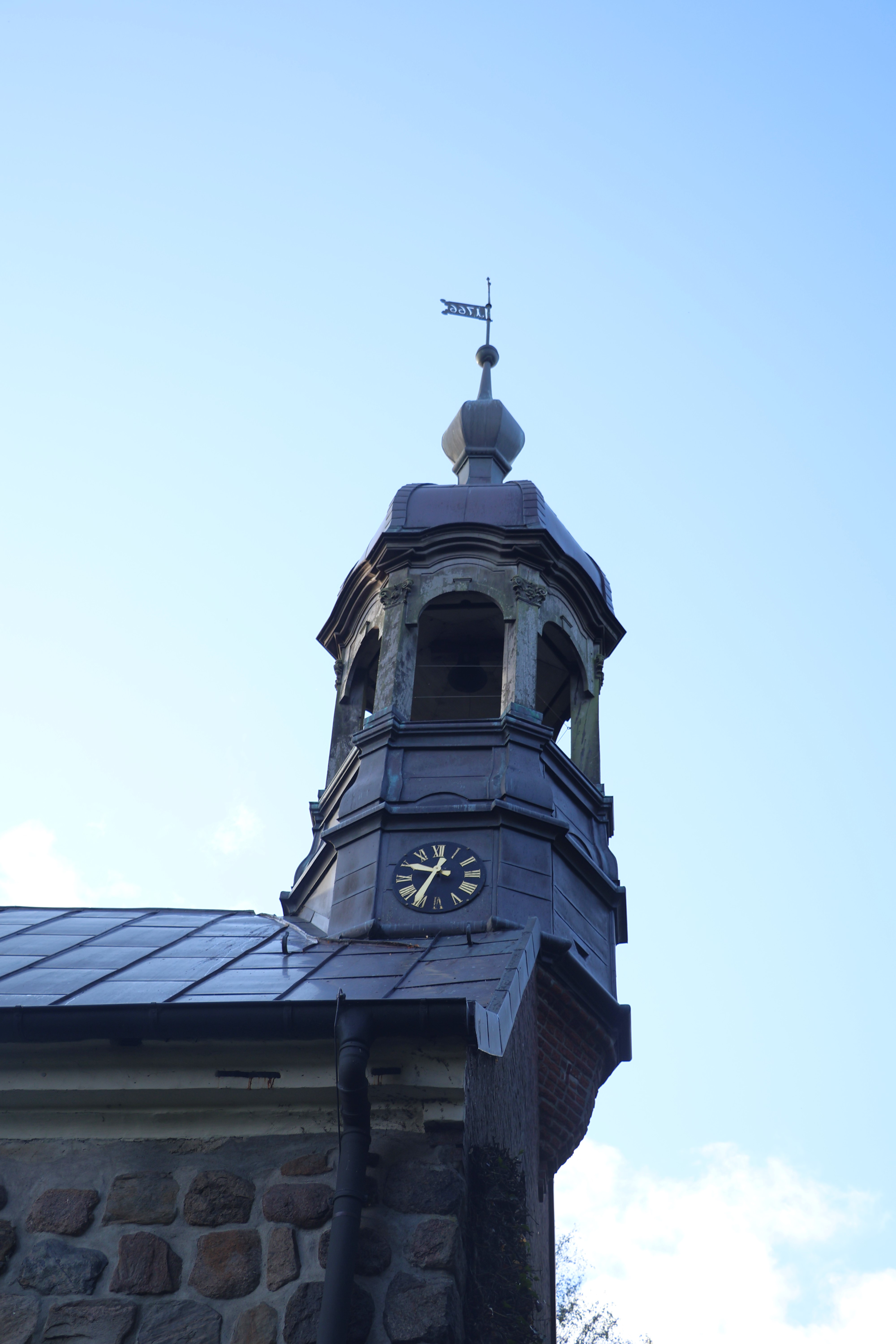
Barocker Dachreiter

Im Dreißigjährigen Krieg wurden Kirche und Ort zwei Jahre lang von kaiserlichen Truppen besetzt. Die Kirche verlor fast ihre gesamte Inneneinrichtung. Anschließend verfiel sie immer mehr. In der zweiten Hälfte des 17. Jahrhunderts stiftete der damalige Patron Hans Heinrich Kielman von Kielmansegg († 1686), ein Sohn von Johann Adolph Kielmann von Kielmannsegg, eine neue Innenausstattung einschließlich Altar und Orgel. Das Äußere der Kirche wurde jedoch trotz regelmäßiger Flickarbeiten immer baufälliger. Um 1700 wurden die ursprünglichen Seiteneingänge durch ein Westportal ersetzt, das jedoch bald wieder geschlossen wurde. 1718 drückte ein Sturm die Nordwand zum Teil ein. In den folgenden Jahren wurde ein Teil des Inventars – einschließlich des Beichtstuhls (!) – gestohlen. 1765 ließ der damalige Besitzer von Gut Quarnbek, Jean Henri Desmercières (1687–1778), die Kirche grundlegend renovieren. Die Kirche erhielt ein neues kupfergedecktes Dach und die Rokoko-Stuckdecke sowie den Dachreiter über dem Westportal. Der Dachreiter soll von Sonnin entworfen worden sein.
Nachdem die Franzosen die Kirche 1813 als Pferdestall zweckentfremdet hatten, fand 1826/28 eine große Renovierung statt, bei der die Kirche einen neuen Fußboden, neues Gestühl und eine neue Kanzel erhielt. Die im 17./18. Jahrhundert geschaffenen Logen der Besitzer der Güter Quarnbek, Groß-, Neu- und Klein-Nordsee, Schwartenbek, Marutendorf und Blockshagen wurden auf eine Höhe mit der neuen Empore gebracht und erhielten teilweise eigene Zugänge von außen.

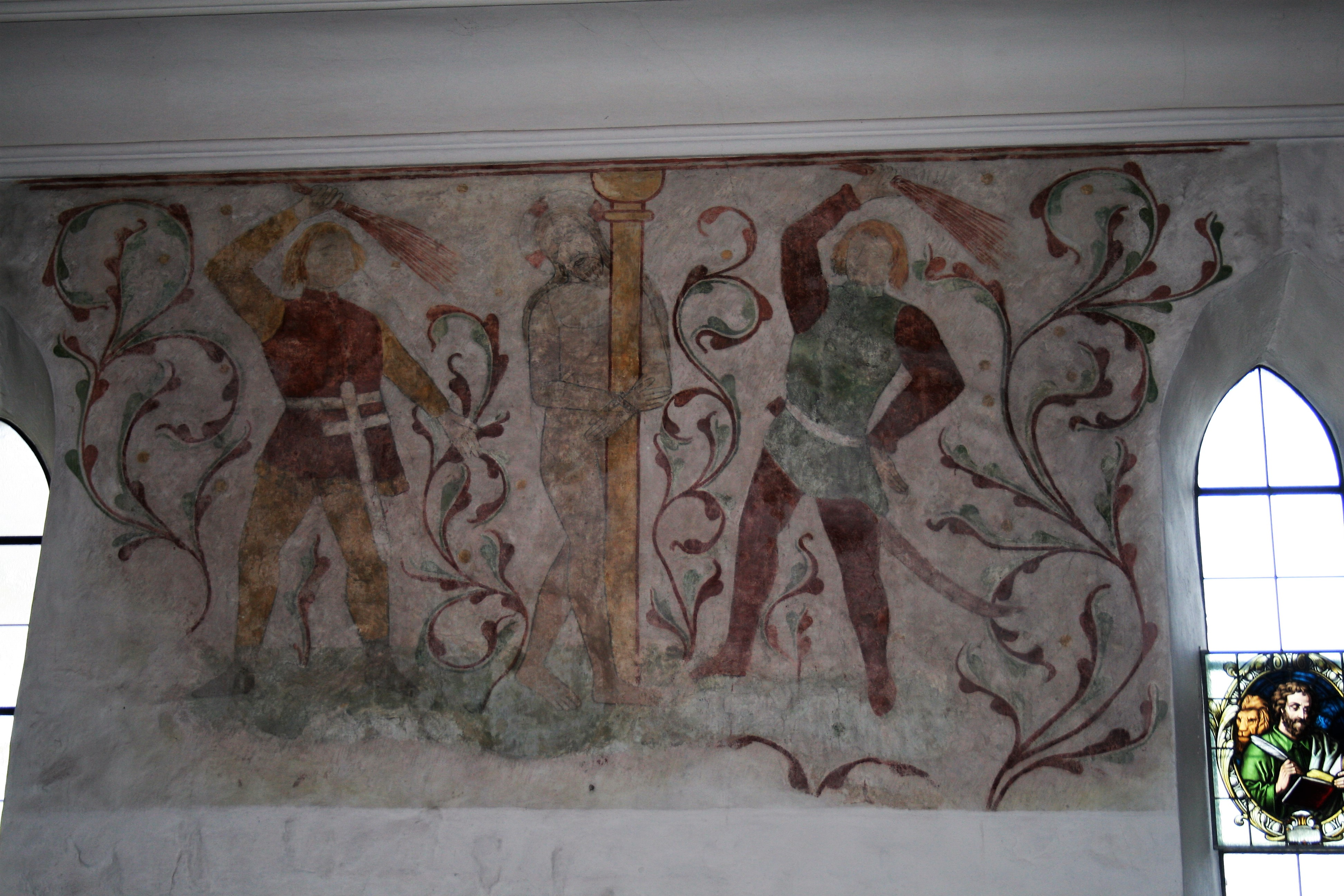
Mittelalterliche Wandmalerei an der Nordwand: Geißelung Christi

Bei der Renovierung 1908 wurde an der Nordwand eine mittelalterliche Wandmalerei wiederentdeckt und restauriert. Die restliche Kirche wurde mit Rankenmalerei ausgemalt, die Holzteile dunkel gestrichen und Buntglas in die Fenster eingesetzt.
1931 wurde Theodor Pinn Pastor der Gemeinde. Er schuf neue kirchliche Angebote und wandte sich dabei besonders gegen den im Kreis sehr aktiven Tannenbergbund. Ab Mitte 1933 sprach er sich gegen die Gleichschaltung der Kirche im nationalsozialistischen Staat und gegen die Verfälschung der christlichen Lehre durch die Glaubensgemeinschaft Deutsche Christen aus. Im Oktober 1933 wurde er Mitglied der Not- und Arbeitsgemeinschaft schleswig-holsteinischer Pastoren (NAG) und schloss sich dem Pfarrernotbund an. Pastor Pinn wurde mehrfach verhaftet, im April 1937 aus Schleswig-Holstein ausgewiesen und am 1. Januar 1938 in den einstweiligen Ruhestand versetzt. Auch sein Nachfolger Herbert Eydam war Mitglied der Bekennenden Kirche. 1946 kehrte Pinn nach Flemhude zurück, blieb aber nur bis 1948. Sein Nachfolger Johann Schmidt rief die Flemhuder Theologische Konferenz ins Leben, die einer theologischen Neubesinnung der Pastoren und Vikare nach Nazizeit und Krieg diente und – wenn auch bald nicht mehr in Flemhude – bis 1990 bestand. Unter anderem fanden im Rahmen dieser Konferenzen Gespräche mit Rabbinern statt.
1947 versah der Maler Friedrich Mißfeldt die Kassetten der Emporenbrüstung mit insgesamt neun Darstellungen von Propheten, Aposteln und der Auferstehung Jesu sowie zwei Texttafeln. 1962 wurde die Kirche erneut renoviert. Der Bildzyklus von Mißfeldt wurde übermalt. Es wurden auch die alten Grabplatten aus dem Mittelgang der Kirche entfernt. Die Fenster an der Altarwand wurden zugemauert, der Westeingang wiederhergestellt. Die Empore und die Gutslogen bis auf den Klein-Nordseer Stuhl wurden abgerissen, das Gestühl durch moderne Bänke ersetzt und alles hell gestrichen. Die Buntglasfenster wurde wieder ausgebaut und die Wände bis auf das mittelalterliche Wandbild weiß verputzt.

## Bau und Inventar

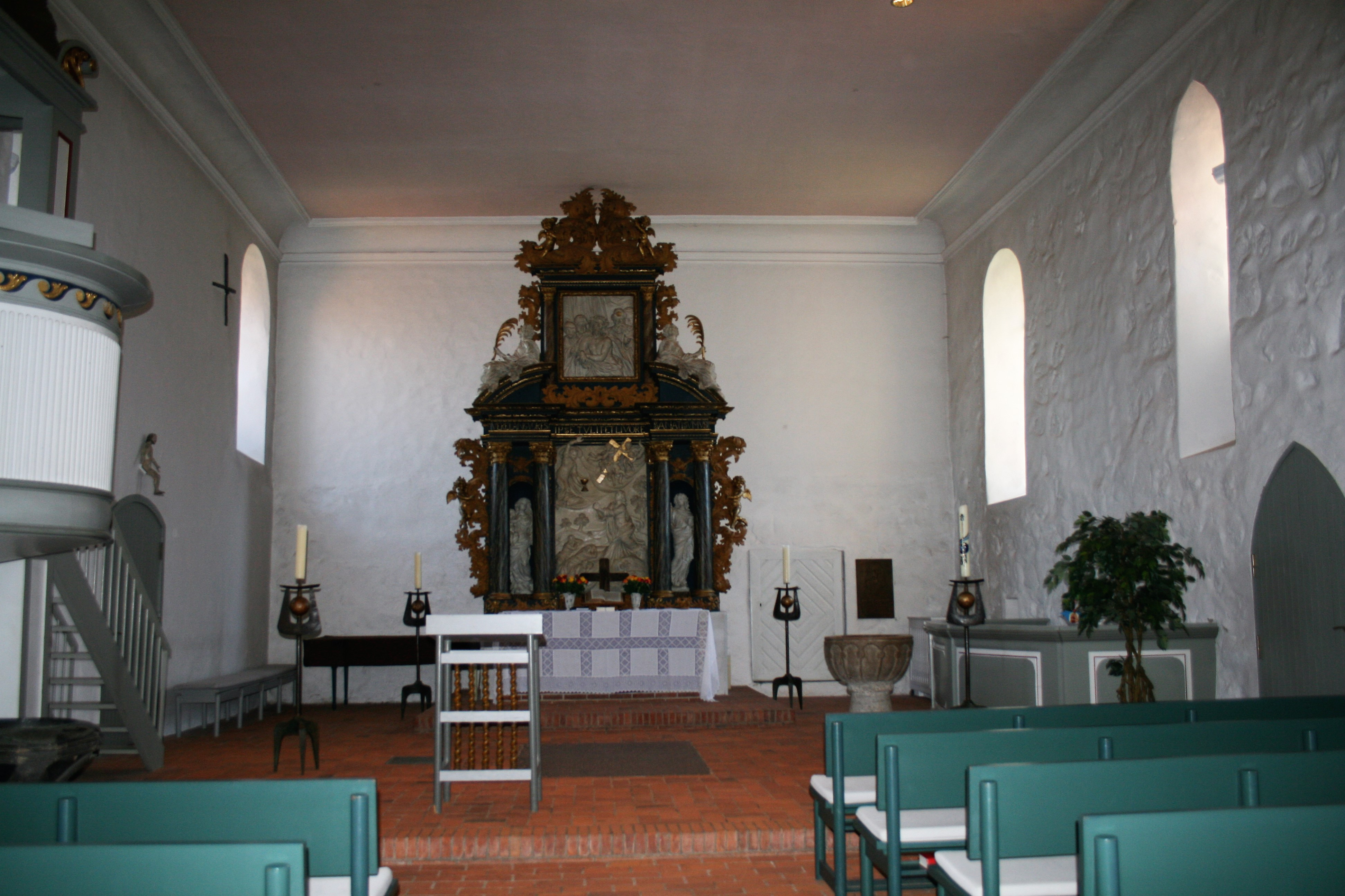
Blick zum Altar – rechts vom Altar die Tür zur Desmercières-Gruft, neben der Kanzel der Eingang zur Ahlefeldt-Kapelle

Die Flemhuder Kirche ist eine rechteckige Saalkirche mit flacher Decke. Die Mauern aus behauenen Feldsteinen, deren Zwischenräume mit Gips und kleineren Steinen gefüllt waren, waren nicht sehr stabil und erforderten häufige Reparaturen. Die Fenster sind schmal und spitzbogig. Die beiden vordersten Fenster wurden 1826 vergrößert. Die Decke besitzt einen reichen Rokoko-Stuckschmuck. An der Nordwand befindet sich eine mittelalterliche Wandmalerei, die die Geißelung Christi darstellt.

### Inventar
Das älteste Inventar ist die Taufe aus gotländischem Kalkstein aus der Zeit um 1250, von der die Kuppa erhalten ist. Nachdem die Kuppa lange auf einem Holzfuß stand, der wohl zu der ältesten Kanzel der Kirche gehört hatte, hat sie seit 1987 einen Kalksteinfuß aus der Kirche von Kleinjörl. Die Taufschale stifteten Hans Heinrich Kielman von Kielmansegg und seine erste Frau Metta von der Wisch, nach der der heutige Kieler Stadtteil Mettenhof benannt ist.
Im 16. Jahrhundert erhielt die Kirche ihre erste Kanzel, von der heute nur der schlichte hölzerne Fuß erhalten ist. Die heutige klassizistische Kanzel nach einem Entwurf von Axel Bundsen stammt von 1828.
Den hölzernen Altaraufbau stiftete 1685 Hans Heinrich Kielman von Kielmansegg. Er ist eins der frühsten Werke von Theodor Allers. Allers, der später als Steinbildhauer im Dienste des Gottorfer Herzogs stand, gilt als Meister des Akanthusbarocks in Schleswig-Holstein und schuf auch die sehr ähnlichen Altäre der Kirchen zu Tellingstedt und Probsteierhagen sowie die Kanzel der Kieler Nikolaikirche. Die zweigeschossige Anlage zeigt im Hauptbild Jesus im Garten Gethsemane und darüber Ecce Homo, den leidenden Christus. Das Spruchband im Mittelgesims trägt die Aufschrift „Vere languores nostros ipse tulit et livore eius sanati sumus“ – Wahrlich, er trug unsere Krankheit und durch seine Wunden sind wir geheilt (Jes 53,4f ). Das Hauptbild wird umrahmt von Darstellungen der Tugenden Caritas und Fides.

### Grabkapellen
Schon in vorreformatorischer Zeit entstand der nördliche Anbau. Dieser ursprünglich als Sakristei genutzte Raum wurde 1707 an den Quarnbeker Gutsbesitzer Johann von Ahlefeldt verkauft und zur Grabgruft umgewandelt. Im Keller stehen zwei Sarkophage der Familie Ahlefeldt von 1754. An der Südostecke der Kirche entstand 1778/79 die Grabkapelle für Jean Henri Desmercières, in der sich sein Sarkophag befindet. Neben der Tür zur Gruft an der Altarwand wurde 2010 eine von der Gemeinde Reußenköge und deren Sielverbänden gestiftete und von Jörg Plickat geschaffene Gedenktafel angebracht. Alte Grabsteine sind im oberen Raum der ehemaligen Ahlefeldt-Kapelle und im Vorraum erhalten.

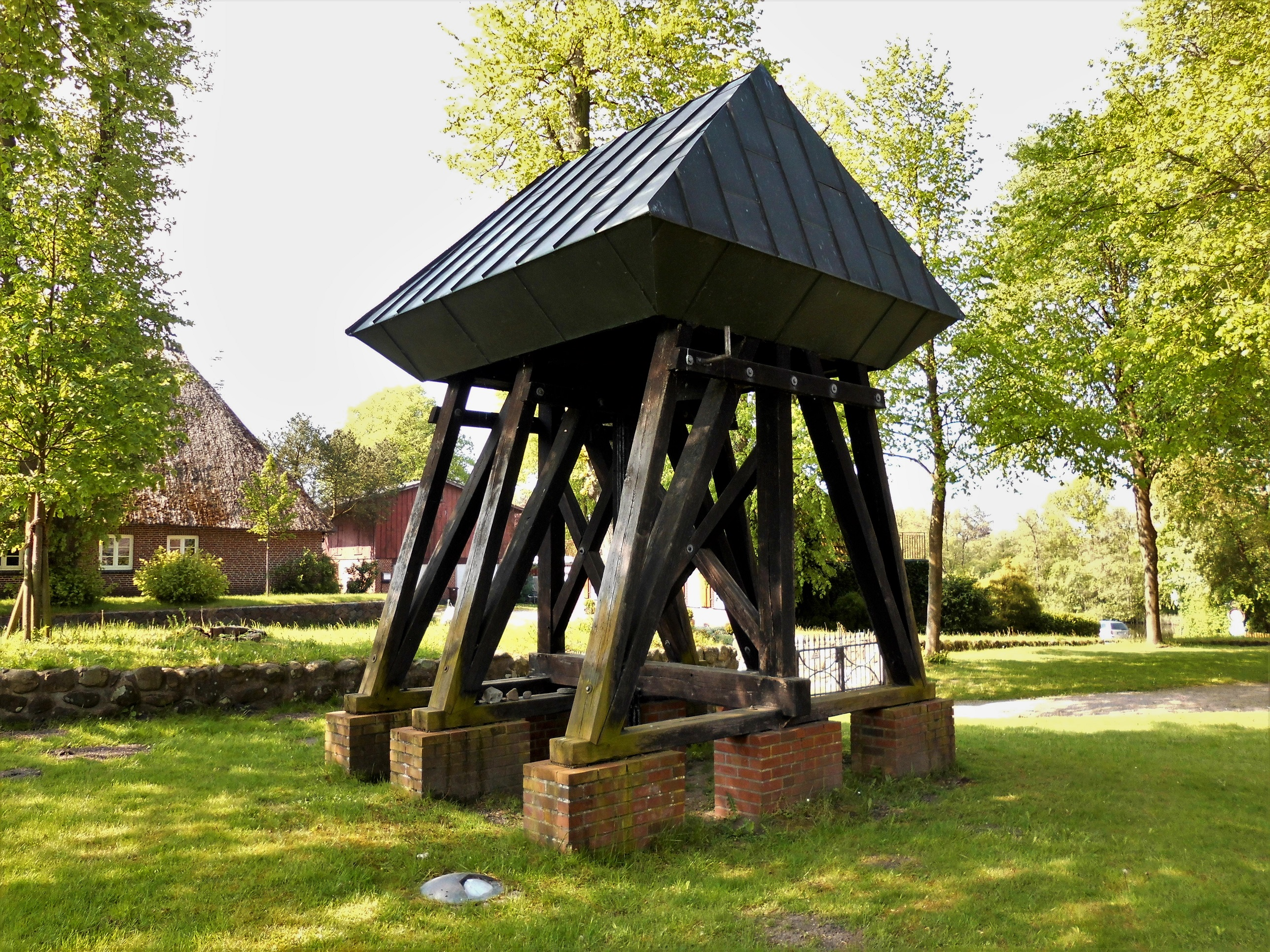
Glockenstapel

### Glockenturm
Die Kirche hat einen freistehenden Glockenstapel mit zwei Glocken.

### Orgel
Die erste Orgel wurde der Kirche 1685 von von Kielmansegg geschenkt. 1838 wurde sie durch eine Marcussenorgel ersetzt. Seit 2013 hat die Kirche eine neue Beckerath-Orgel, die über 20 klingende Register verfügt. Die Schirmherrschaft für den Orgelneubau lag in den Händen des Schauspielers Axel Milberg. Die Disposition lautet:
| I Manual C–g3 |        |
| Principal     | 8′     |
| Doppelflöte   | 8′     |
| Octave        | 4′     |
| Blockflöte    | 4′     |
| Spitzquinte   | 2 ⁄3′  |
| Superoctave   | 2′     |
| Terz          | 1 3⁄5′ |
| Mixtur III    |        |
| Trompete      | 8′     |

| II Manual C–g3  |       |
| Gedact          | 8′    |
| Fugara          | 8′    |
| Geigenprincipal | 4′    |
| Flöte           | 4′    |
| Flageolet       | 2′    |
| Quinte          | 1 ⁄3′ |
| Oboe            | 8′    |

| Pedal C–f1       |     |
| Subbass          | 16′ |
| Principal        | 8′  |
| Gedact           | 8′  |
| Octave (aus I)   | 4′  |
| Posaune          | 16′ |
| Trompete (aus I) | 8′  |

- Koppeln: II/I, I/P, II/P

## Pastoren
Bekannte Pastoren der Kirche waren:
- 1839–1849 Carl Nicolaus Kähler
- 1931–1937, 1946–1948 Theodor Pinn
- 1948–1950 Johann Schmidt